# Ligidium elrodii
Ligidium elrodii är en kräftdjursart som först beskrevs av Alpheus Spring Packard 1873.  Ligidium elrodii ingår i släktet Ligidium och familjen gisselgråsuggor.

## Underarter
Arten delas in i följande underarter:
- L. e. scottensis
- L. e. leensis
- L. e. hancockensis
- L. e. chatoogaensis
- L. e. elrodii